# Récidive
En droit, la récidive est la réitération d'une infraction proche ou équivalente de la première après une condamnation.
Il s'agit d'une cause d'aggravation de la peine encourue.
Au sens large, notamment en médecine, c'est la réitération d'une action néfaste (voir récidive).

## En droit canadien
Le Code criminel prévoit des peines accrues pour les récidives. Les peines prévues pour les récidives peuvent varier en fonction de chaque infraction. Souvent, dans un article consacré à une infraction, le Code criminel va prévoir deux ou trois années de prison supplémentaires s'il y a une récidive. Par exemple, l'art. 95 (2) (ii) C.cr. énonce que la peine pour possession d'une arme à feu prohibée est de trois ans dans le cas d'une première infraction et de cinq ans dans le cas d'une récidive. L'art. 239 (2) C.cr. (tentative de meurtre) prévoit une peine de cinq ans pour une première infraction et de sept ans pour une récidive.
Le Code criminel peut aussi prévoir qu'une première infraction sera punie d'une amende, que la deuxième infraction sera punie d'une courte peine d'emprisonnement et que chaque infraction subséquente sera punie d'une peine plus longue, comme c'est le cas de la sanction pour la capacité de conduire affaiblie, de même que pour l'omission ou le refus d'obtempérer à un ordre de vérification de la présence d'alcool ou de drogue ou de prélèvement d'échantillon d'haleine.
En outre, le risque élevé de récidive est un facteur dont le tribunal tient compte dans une demande de déclaration de délinquant à contrôler.

## En droit français

### Typologie
La récidive peut être dite perpétuelle ou temporaire, générale ou spéciale.
Si la récidive est dite « perpétuelle », il n'y a pas prescription de la récidive et une deuxième infraction donnera lieu à la qualification de récidive légale quel que soit le temps écoulé entre les deux condamnations. Si la récidive est dite « temporaire », l'écoulement d'un certain temps entre les deux condamnations rendra l'application de la récidive impossible ; il y aura uniquement réitération.
Si la récidive est dite « générale », toute infraction réitérée est une récidive. Si la récidive est dite « spéciale », la réitération d'une infraction donnera lieu à qualification de récidive uniquement si elle a été prévue par un texte.